# Iassak

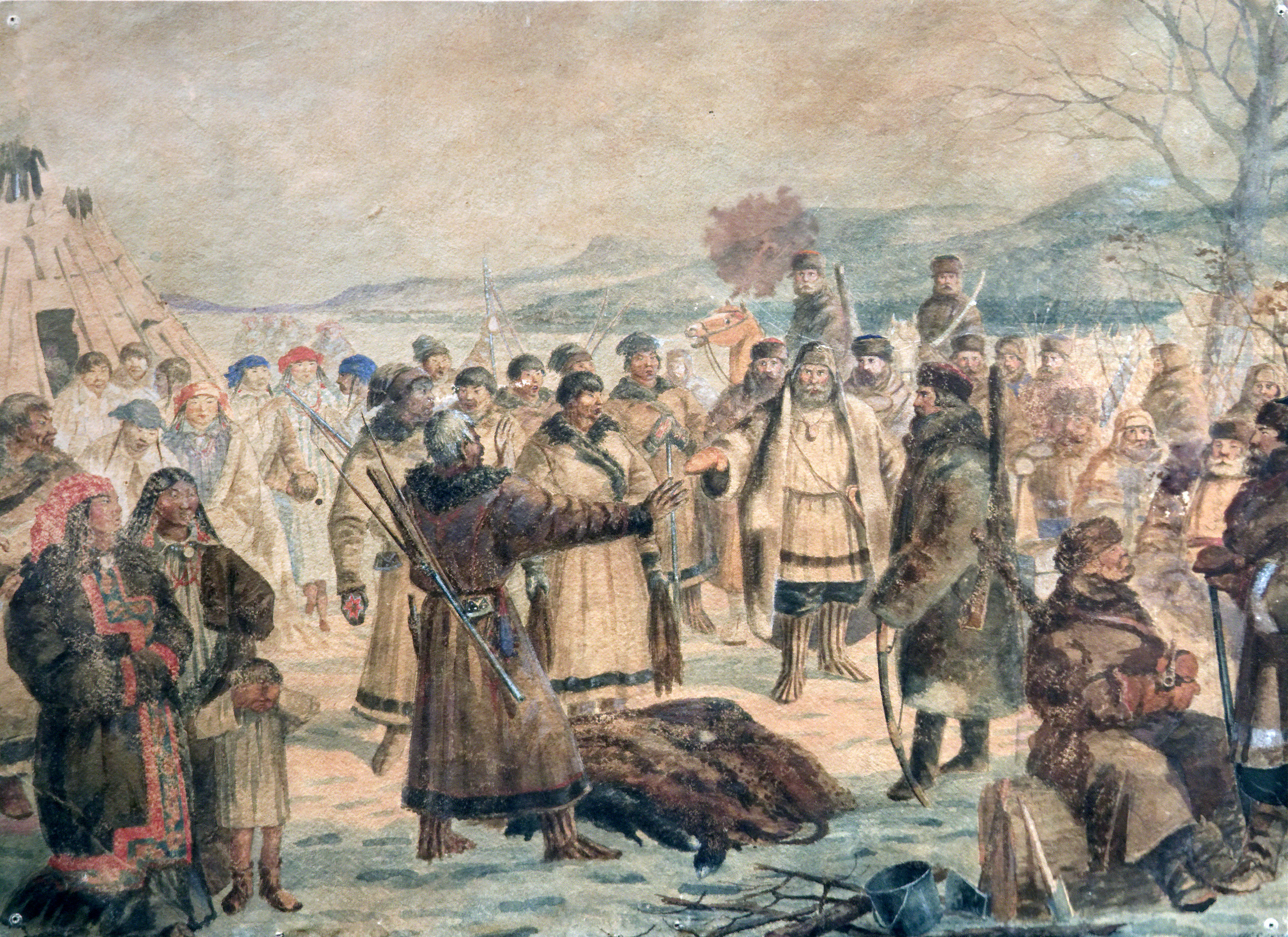
Iassak

Le iassak ou yassak (en russe : Ясак, de Yassa, terme d'origine turco-mongole signifiant « loi ») désigne la forme d'impôt légal ou tribut contracté en Russie, et plus particulièrement prélevé en nature (compte de peaux).
Son établissement impérial, dès la conquête par les Cosaques jusqu'aux princes, administrateurs, gouverneurs et autres relais locaux, fut le levier qui permit à l'État russe de prendre pied dans les territoires à l'Est de l'Oural : principalement la Sibérie et l'Extrême-Orient russe, mais aussi le Nord de l'Asie centrale.
Le paiement était versé selon une table de valeurs selon les pelisses ou fourrures déposées par les tributaires auprès des collecteurs.
Durant deux siècles (XVIe et XVIIe siècles), l'administration produit une quantité impressionnante de règlements et d'arrêtés spéciaux pour préserver la productivité des chasseurs autochtones et donc le rendement du iassak. Ils sont l'œuvre de l'Office sibérien (Sibirski Prikaz), département de l'administration moscovite responsable des territoires au-delà de l'Oural.  